# Light (Río de Janeiro)
La Light es una empresa privada brasileña que brinda servicios de generación, distribución y comercialización de energía eléctrica . Actualmente actúa en 31 municipios del estado de Río de Janeiro atendiendo cerca de 11.6 millones de personas.